# Taddart oufella
Cette page contient des caractères tifinaghs. En cas de problème, consultez Aide:Unicode ou testez votre navigateur.
Pour les articles homonymes, voir Taddart oufella (homonymie).
 Taddart Oufella (en berbère : Taddart Ufella / en caractères tifinaghs : ⵜⴰⴷⴰⵔⵜ ⵓⴼⴻⵍⴰ / en arabe : ثادارث أوفلا) est un village de la grande Kabylie situé à 14 km au sud-ouest de la commune de Tizi Ouzou, l'arsh de Betrouna (ibetrunen) à la Wilaya de Tizi Ouzou, en Algérie.

## Toponymie
Le nom de "Taddart Oufella" est à l'origine de la langue berbère, signifie « le Village d'en Haut », car il culmine le haut d'une montagne, le mot "Taddart" signifie "Village" et le terme "oufella" signifie "le haut".

## Localisation

### Situation géographique
Le village de Taddart Oufella se situe dans une structure montagneuse au sud de la commune de Tizi ouzou, proche de la route Communal CW147.

### Village limitrophes
Il est entouré au nord par les villages de Tarkoubt et Kemmouda, à l'est par Ighil ubarouk, à l'ouest par le village de thighilt n trahi, et au sud par le village d'Imezdaten.
|                  | Tarkoubt / Kemmouda |               |
| Thighilt n trahi | Thadarth oufella    | Ighil ubarouk |
|                  | Imezdaten           |               |